# Place de la Résistance-et-de-la-Déportation
La place de la Résistance-et-de-la-Déportation est une voie de communication de Saint-Denis.

## Situation et accès
Elle se situe à l'intersection de la rue Gabriel-Péri, de la rue Franciade et de la rue Désiré-Lelay.

## Origine du nom
Cette place honore la Résistance française et des déportés résistants durant l'occupation de la France par l'Allemagne pendant la Seconde Guerre mondiale de 1940 à 1944.

## Historique

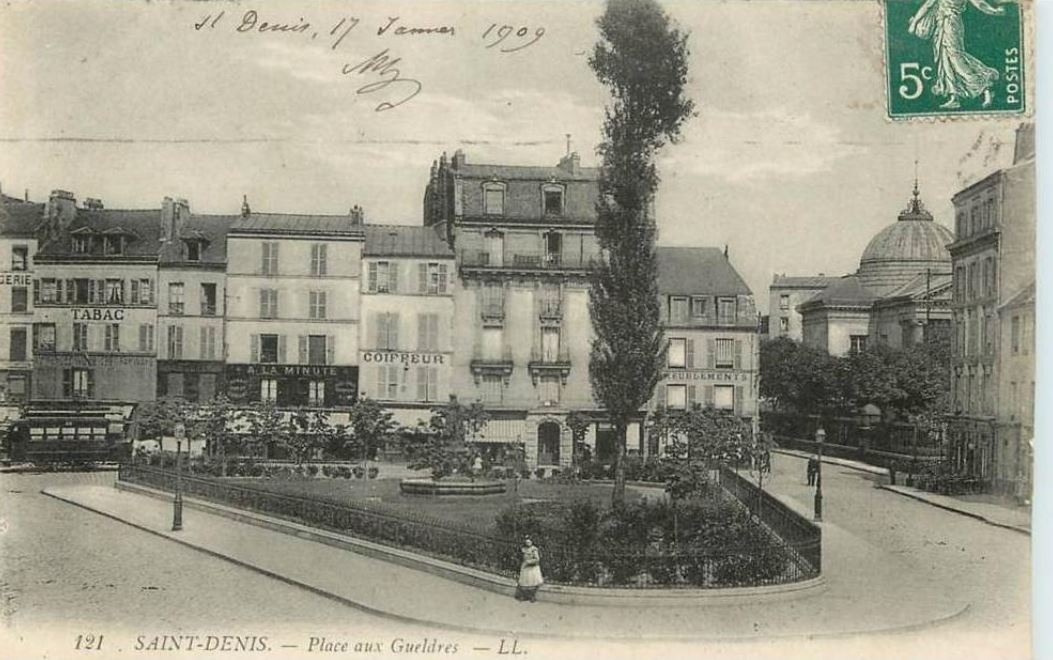
La place aux Gueldres en 1909. Sur la droite, la coupole de la chapelle du Musée d'Art et d'Histoire de Saint-Denis.

Elle s'appelait autrefois « place aux Gueldres ». Ce nom est une déformation de guèdes, sorte de plante (isatis tinctoria ou Pastel des teinturiers) qui servait de colorant bleu avant l'introduction de l'indigo en Europe, et était cultivée dans les environs. Le marché aux guèdes, à cet emplacement, en faisait grand commerce dès le XIVe siècle,.
Par la suite, son nom fut déformé en « place aux guêtres », pour devenir Gueldres,.
En 1604, s'y fonde le monastère des Récollets, un couvent de frères mineurs franciscains. A la Révolution, le monastère est en partie vendu et son église démolie. Les bâtiments conventuels deviennent au XIXe siècle une gendarmerie.
En 1829, on y creuse un puits artésien de 65 mètres de profondeur, traversant quatre nappes d'eau distinctes.
En 1867, Louise Génin fait un don à la ville de Saint-Denis pour l’établissement d’un orphelinat, qui est créé dans ces locaux et géré par les Sœurs de Saint-Vincent-de-Paul. La rue Génin perpétue sa mémoire.
Ensuite, le groupe scolaire « Jean-Baptiste-de-La-Salle-Notre-Dame-de-la-Compassion » s'y installe, et s'y trouve toujours.
Elle est renommée place de la Résistance le 17 décembre 1944, puis place de la Résistance-et-de-la-Déportation en 2005.
Un monument aux morts est installé sur la place en 1968. Celle-ci est rénovée en 2017 dans un style plus minéral et restreignant le stationnement.